# Two Years Before the Mast
Two Years Before the Mast is een Amerikaanse avonturenfilm uit 1946 onder regie van John Farrow. Destijds werd de film in Nederland uitgebracht onder de titel Twee jaren voor de mast.

## Verhaal
Charles Stewart is de losbandige zoon van een rijke reder. Na een gevecht in een kroeg wordt hij gedwongen om te werken op een van de schepen van zijn vader. De bemanning aanziet hem eerst voor een verwaand rijkeluiszoontje, maar er ontstaat langzaamaan een band. Charles moet toezien hoe de mannen slecht worden behandeld door de kapitein. Hij en een schrijver nemen samen de handschoen op voor de scheepsbemanning.

## Rolverdeling
| Acteur           | Personage                    |
| ---------------- | ---------------------------- |
| Alan Ladd        | Charles Stewart              |
| Brian Donlevy    | Richard Henry Dane           |
| William Bendix   | Eerste stuurman Amazeen      |
| Barry Fitzgerald | Terence O'Feenaghty          |
| Howard Da Silva  | Kapitein Francis A. Thompson |
| Esther Fernández | Maria Dominguez              |
| Albert Dekker    | Brown                        |
| Luis Van Rooten  | Tweede stuurman Foster       |
| Darryl Hickman   | Sam Hooper                   |
| Roman Bohnen     | Macklin                      |
| Ray Collins      | Gordon Stewart               |
| Theodore Newton  | Hayes                        |
| Tom Powers       | Bellamer                     |
| James Burke      | Carrick                      |
| Frank Faylen     | Hansen                       |